# تیم نخست: یوونتوس
تیم نخست: یوونتوس (انگلیسی: First Team: Juventus) مستند تلویزیونی ۶ قسمتی محصول مشترک ایالات متحده آمریکا و ایتالیا است که در سال ۲۰۱۸ از شبکه نت‌فلیکس پخش شد. موضوع این مستند باشگاه فوتبال یوونتوس ایتالیا است.
این مستند نخستین مجموعه نت‌فلیکس دربارهٔ ورزش فوتبال بود که در آن از فناوری ویدئو هنگام درخواست استفاده شده‌بود.